# Rhopalostroma kanyae
Rhopalostroma kanyae är en svampart som beskrevs av Whalley & Thienh. 1996. Rhopalostroma kanyae ingår i släktet Rhopalostroma och familjen kolkärnsvampar.   Inga underarter finns listade i Catalogue of Life.